# Amietia wittei
Amietia wittei е вид жаба от семейство Pyxicephalidae.

## Разпространение
Видът е разпространен в Кения и Танзания.